# Villazón
Villazón és una ciutat i municipi del sud de Bolívia, al departament de Potosí, capital de la província de Modesto Omiste, sobre la riba nord del riu del mateix nom. A l'altre costat del riu, en territori argentí, es troba la ciutat de La Quiaca, província de Jujuy.